# روبرت موسكوفيتش
روبرت موسكوفيتش (بالإنجليزية: Robert Moskowitz)‏ هو رسام أمريكي، ولد في 1935 في بروكلين في الولايات المتحدة.